# Gia Luật Trực Lỗ Cổ
Gia Luật Trực Lỗ Cổ (tiếng Trung: 耶律直魯古; bính âm: Yēlǜ Zhílǔgǔ, ?-1213), là vị vua thứ năm của nước Tây Liêu trong lịch sử Trung Quốc.
Gia Luật Trực Lỗ Cổ là thứ tử của vua Liêu Nhân Tông. Năm 1177, cô ông là nhiếp chính Gia Luật Phổ Tốc Hoàn bị giết, Gia Luật Trực Lỗ Cổ kế vị, cải nguyên Thiên Hi.
Vương tử của người Nãi Man là Khuất Xuất Luật vào năm 1208 sang Tây Liêu lưu vong, Trực Lỗ Cổ không chỉ tín nhiệm mà còn gả con gái cho. 
Khuất Xuất Luật ngầm câu kết với nước Khwarezm-Shah - thù địch của Tây Liêu. Năm 1210, trong khi Gia Luật Trực Lỗ Cổ đánh dẹp cuộc nổi dậy của Karakhanid ở Samarkand, Khuất Xuất Luật nắm lấy cơ hội để chống lại ông, chiếm giữ kho bạc của Tây Liêu tại Uzgen. Gia Luật Trực Lỗ Cổ rời Samarkand để đối phó với Khuất Xuất Luật, nhưng vua Khwarezm-Shah là Muhammad đã lợi dụng điều này để chiếm Samarkand, sau đó đánh bại quân Tây Liêu gần Talas và giành quyền kiểm soát Transoxiana.
Gia Luật Trực Lỗ Cổ trở lại kinh đô Balasagun và đánh bại Khuất Xuất Luật. Khuất Xuất Luật phải rút lui về phía đông đến địa hạt Nãi Man của mình. 
Năm 1211, trong khi Gia Luật Trực Lỗ Cổ ra ngoài săn bắn và mất cảnh giác, ông đã bị Khuất Xuất Luật cho 800 binh phục kích và bắt giữ. Khuất Xuất Luật cưỡng bách Trực Cổ Lỗ nhường ngôi. Ông trở thành bản thân trở thành Thái Thượng hoàng, Hoàng hậu trở thành Hoàng Thái hậu. 
Năm 1213, Trực Lỗ Cổ mất. Ông làm vua Tây Liêu được 34 năm. làm Thái thượng hoàng 2 năm.
Năm 1218, quân Mông Cổ tấn công Tây Liêu, giết chết Khuất Xuất Luật. Tây Liêu diệt vong.